# ピョートル・ボロトニコフ
ピョートル・ボロトニコフ （ロシア語:Пётр Григорьевич Болотников、ローマ字:Pyotr Grigorevich Bolotnikov、1930年3月8日 - 2013年12月20日）は、旧ソビエト連邦の陸上競技選手。1960年代前半に活躍した長距離選手。1960年ローマオリンピックの男子10000m金メダリストである。ロシア連邦モルドヴィア共和国出身。

## 経歴
ボロトニコフが長距離ランナーになったのは遅く、20歳で軍隊に入隊してからである。スパルタクに所属しトレーニングを開始した。
ボロトニコフは、1956年メルボルンオリンピックに出場しているが5000mで9位、10000mで16位という成績であった。その後力をつけ、1957年には10000mで、前年のメルボルンの5000m、10000mで2冠を達成したウラジミール・クーツを10分の2秒差下し初めての国内タイトルを獲得。翌年からボロトニコフは6年連続5000m、10000mの2種目制覇を果たす。
ボロトニコフは、1960年ローマオリンピックには10000mに出場。レースは終始ボロトニコフがコントロールし、ドイツのハンス・グロドッキやニュージーランドのマレー・ハルバーグといった強豪を抑え完勝した。さらに同年の10月5日には、キエフで行われた10000mのレースで、クーツが持っていたそれまでの記録を約12秒更新する28分18秒8の世界新記録を樹立した。
1962年のヨーロッパ選手権の2週間前の8月11日、モスクワで行われた10000mのレースで、自身の世界記録を0.6秒更新する28分18秒2の世界新記録を達成。ヨーロッパ選手権においても、10000mは余裕で優勝を果たす。しかし5000mでは3位という結果に終わった。
ボロトニコフは、1964年にも国内選手権の10000mを制し、東京オリンピックに出場を果たすが、26位と惨敗。翌1965年に現役を引退した。

## 世界新記録
- 10000m - 28分18秒8 (1960年10月5日、キエフ)
- 10000m - 28分18秒2 (1962年8月11日、モスクワ)

## 主な実績
| 年   | 大会                 | 場所                         | 種目   | 結果 | 記録      |
| ---- | -------------------- | ---------------------------- | ------ | ---- | --------- |
| 1956 | オリンピック         | メルボルン(オーストラリア)   | 5000m  | 9位  | 14分22秒4 |
| 1956 | オリンピック         | メルボルン(オーストラリア)   | 10000m | 16位 | TNT       |
| 1960 | オリンピック         | ローマ(イタリア)             | 10000m | 1位  | 28分32秒2 |
| 1962 | ヨーロッパ陸上選手権 | ベオグラード(ユーゴスラビア) | 5000m  | 3位  | 14分02秒6 |
| 1962 | ヨーロッパ陸上選手権 | ベオグラード(ユーゴスラビア) | 10000m | 1位  | 28分54秒0 |
| 1964 | オリンピック         | 東京(日本)                   | 10000m | 25位 | 30分52秒8 |

- TNTはタイム計測せず